# Milho geneticamente modificado

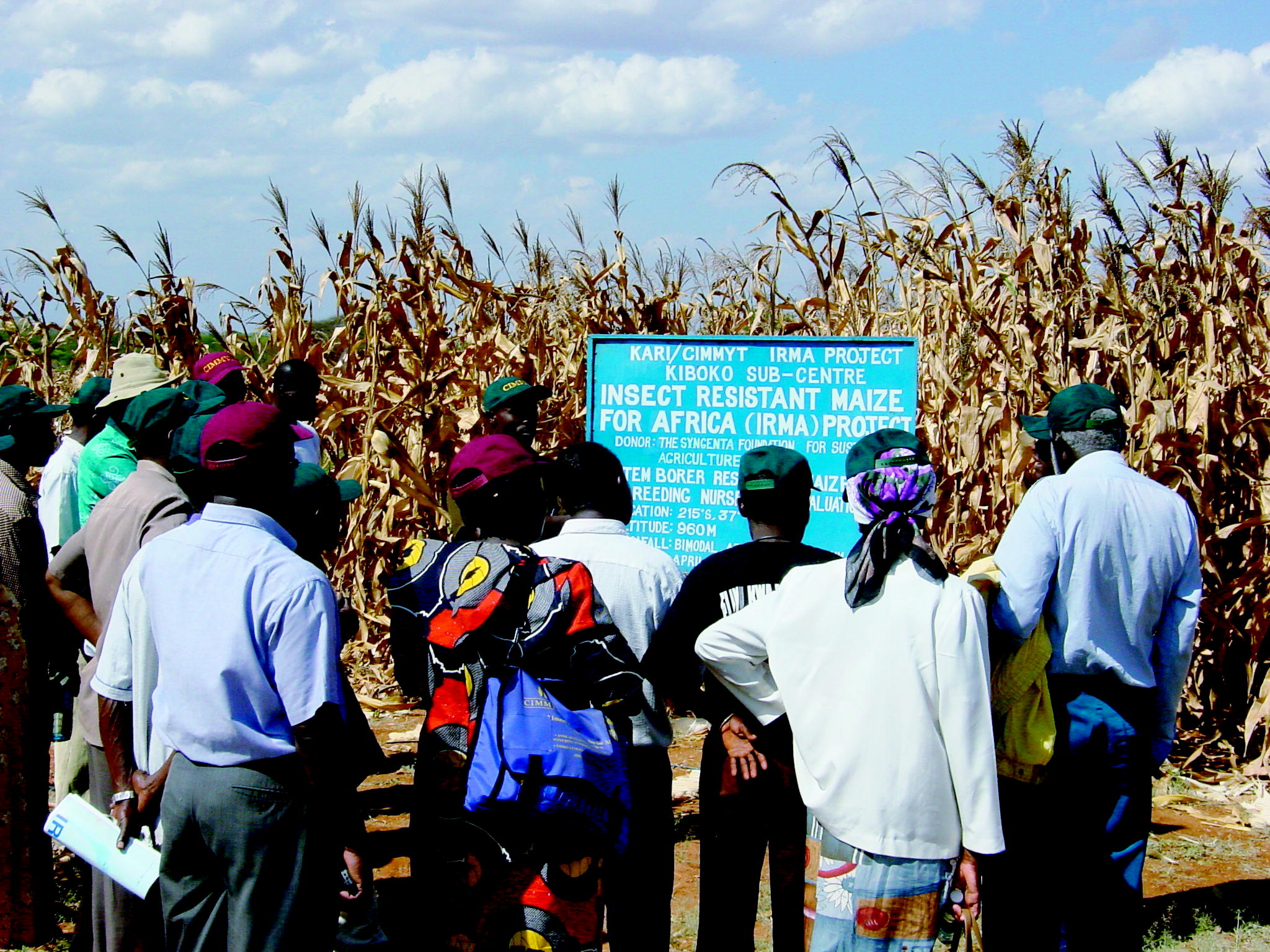
Milho transgênico contendo um gene da bactéria Bacillus thuringiensis.

O milho geneticamente modificado é uma cultura de milho geneticamente modificada. Linhagens específicas de milho foram geneticamente modificadas para expressar características desejáveis para a agricultura, incluindo resistência a pragas e a herbicidas. As linhagens de milho com ambas as características estão sendo usadas atualmente em vários países. O milho transgênico também causou polêmica com relação a possíveis efeitos sobre a saúde, impacto sobre outros insetos e impacto sobre outras plantas por meio do fluxo gênico. Uma variedade, chamada StarLink, foi aprovada apenas para ração animal nos EUA, mas foi encontrada em alimentos, o que levou a uma série de recalls a partir de 2000.

## Produtos comercializados

### Milho resistente a herbicidas
As variedades de milho resistentes aos herbicidas à base de glifosato foram comercializadas pela primeira vez em 1996 pela Monsanto e são conhecidas como "Roundup Ready Corn". Elas toleram o uso do Roundup (nome comercial do glifosato). A Bayer CropScience desenvolveu o "Liberty Link Corn", que é resistente ao glufosinato. A Pioneer Hi-Bred desenvolveu e comercializa híbridos de milho com tolerância a herbicidas imidazolínicos sob a marca registrada "Clearfield", embora nesses híbridos a característica de tolerância a herbicidas tenha sido criada usando seleção de cultura de tecidos e o mutagênico químico etilmetanossulfonato, e não engenharia genética. Consequentemente, a estrutura regulatória que rege a aprovação de culturas transgênicas não se aplica à Clearfield.
A partir de 2011, o milho transgênico resistente a herbicidas foi cultivado em 14 países. Em 2012, 26 variedades de milho transgênico resistente a herbicidas foram autorizadas para importação para a União Europeia, mas essas importações continuam sendo controversas. O cultivo de milho resistente a herbicidas na UE proporciona benefícios substanciais na esfera das propriedades rurais.

### Milho resistente a insetos

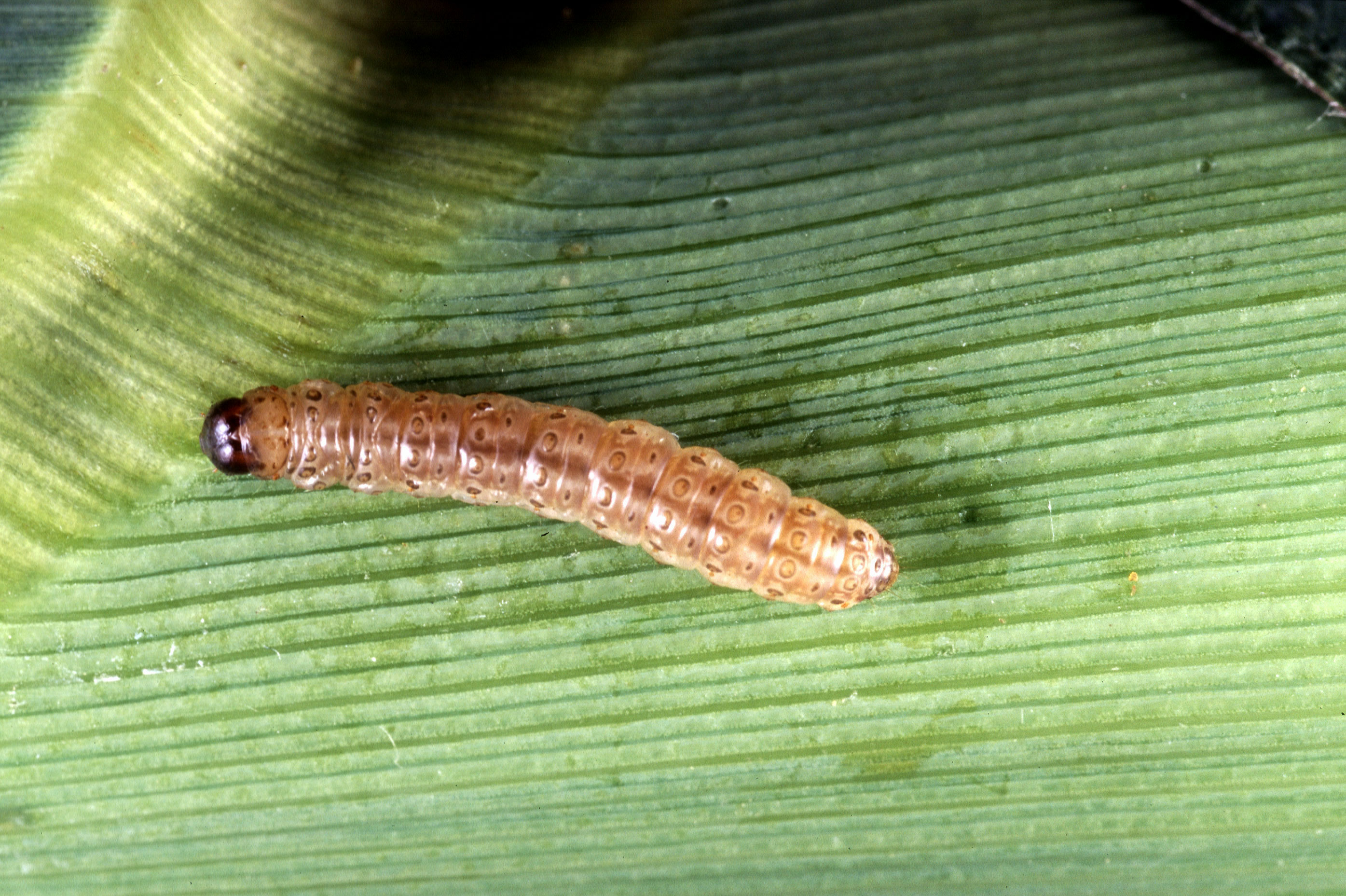
A broca europeia do milho, Ostrinia nubilalis, destrói as plantações de milho ao broquear o caule, causando o tombamento da planta.

#### Milho Bt
O milho Bt é uma variante do milho que foi geneticamente alterada para expressar uma ou mais proteínas da bactéria Bacillus thuringiensis, incluindo as endotoxinas Delta. A proteína é venenosa para determinadas pragas de insetos. Os esporos do bacilo são amplamente utilizados em cultivos orgânicos, embora o milho transgênico não seja considerado orgânico. A broca europeia do milho causa cerca de um bilhão de dólares em danos às plantações de milho a cada ano.
Nos últimos anos, foram adicionadas características para evitar a lagarta-da-espiga (Helicoverpa zea) e a larva-alfinete (Diabrotica speciosa), o último dos quais causa anualmente cerca de um bilhão de dólares em prejuízos.
A proteína Bt é expressa em toda a planta. Quando um inseto vulnerável come a planta que contém Bt, a proteína é ativada em seu intestino, que é alcalino. No ambiente alcalino, a proteína se desdobra parcialmente e é cortada por outras proteínas, formando uma toxina que paralisa o sistema digestivo do inseto e forma buracos na parede do intestino. O inseto para de comer em poucas horas e acaba morrendo de fome.
Em 1996, foi aprovado o primeiro milho transgênico que produzia uma proteína Bt Cry, que matou a broca europeia do milho e espécies relacionadas; foram introduzidos genes Bt subsequentes que mataram as larvas da lagarta do milho.
O governo das Filipinas promoveu o milho Bt, na esperança de obter resistência a insetos e maior produtividade.
Os genes Bt aprovados incluem configurações simples e empilhadas (nomes de eventos entre colchetes) de: Cry1A.105 (MON89034), CryIAb (MON810), CryIF (1507), Cry2Ab (MON89034), Cry3Bb1 (MON863 e MON88017), Cry34Ab1 (59122), Cry35Ab1 (59122), mCry3A (MIR604) e Vip3A (MIR162), tanto no milho quanto no algodão.:285ff O milho geneticamente modificado para produzir VIP foi aprovado pela primeira vez nos EUA em 2010.
Um estudo de 2018 constatou que o milho Bt protegeu os campos próximos de milho não Bt e as culturas vegetais próximas, reduzindo o uso de pesticidas nessas culturas. Os dados de 1976-1996 (antes da disseminação do milho Bt) foram comparados aos dados após sua adoção (1996-2016). Foram examinados os níveis da broca europeia do milho e da lagarta do milho. As larvas se alimentam de uma variedade de culturas, incluindo pimentas e feijões verdes. Entre 1992 e 2016, a quantidade de inseticida aplicada nos campos de pimentão de Nova Jersey diminuiu 85%. Outro fator foi a introdução de pesticidas mais eficazes que foram aplicados com menos frequência.

#### Milho doce
As variedades de milho doce transgênico incluem o "Attribute", o nome comercial do milho doce resistente a insetos desenvolvido pela Syngenta e o milho doce resistente a insetos da série Performance, desenvolvido pela Monsanto.

#### Cuba
Embora a agricultura de Cuba seja amplamente focada na produção orgânica, a partir de 2010, o país desenvolveu uma variedade de milho geneticamente modificado que é resistente à mariposa palomilla.

### Milho resistente à seca
Em 2013, a Monsanto lançou o primeiro traço transgênico de tolerância à seca em uma linha de híbridos de milho chamada DroughtGard. O traço MON 87460 é fornecido pela inserção do gene cspB do micróbio do solo Bacillus subtilis; foi aprovado pelo USDA em 2011 e pela China em 2013.

#### Segurança sanitária
Em plantações regulares de milho, os insetos promovem a colonização por fungos criando "feridas" ou buracos nos grãos de milho. Essas feridas são favorecidas pela germinação de esporos de fungos, o que subsequentemente leva ao acúmulo de micotoxinas na cultura, que podem ser carcinogênicas e tóxicas para os seres humanos e outros animais. Isso pode ser especialmente devastador em países em desenvolvimento com padrões climáticos drásticos, como altas temperaturas, que favorecem o desenvolvimento de fungos tóxicos. Além disso, níveis mais altos de micotoxinas levam à rejeição do mercado ou à redução dos preços de mercado do grão. As plantações de milho transgênico sofrem menos ataques de insetos e, portanto, têm concentrações mais baixas de micotoxinas. Menos ataques de insetos também evitam que as espigas de milho sejam danificadas, o que aumenta a produtividade geral.

## Produtos em desenvolvimento
Em 2007, pesquisadores sul-africanos anunciaram a produção de milho transgênico resistente ao vírus da mancha do milho (MSV), apesar de ele não ter sido lançado como produto. Embora a criação de cultivares resistentes ao MSV não seja pública, o setor privado, os centros de pesquisa internacionais e os programas nacionais têm feito toda a criação. A partir de 2014, foram lançadas algumas cultivares tolerantes ao MSV na África. Uma empresa privada, a Seedco, lançou 5 cultivares MSV.
Foram feitas pesquisas sobre a adição de um único gene de Escherichia coli ao milho para permitir que ele seja cultivado com um aminoácido essencial (metionina).

## Refúgios
As regulamentações da Agência de Proteção Ambiental dos Estados Unidos (EPA) exigem que os agricultores que plantam milho Bt plantem milho não Bt nas proximidades (chamado de refúgio), com a lógica de que as pragas infestarão o milho não Bt e, portanto, indivíduos resistentes à toxina Bt não serão selecionados. Normalmente, 20% do milho nos campos de um agricultor deve ser refúgio; o refúgio deve estar a pelo menos 800 metros do milho Bt para pragas de lepidópteros, e o refúgio para a larva-alfinete deve ser pelo menos adjacente a um campo Bt. As regulamentações da EPA também exigem que as empresas de sementes treinem os agricultores para manter os refúgios, coletem dados sobre os refúgios e informem esses dados à EPA. Um estudo desses relatórios constatou que, de 2003 a 2005, a conformidade dos agricultores com a manutenção dos refúgios estava acima de 90%, mas que, em 2008, aproximadamente 25% dos agricultores de milho Bt não mantinham os refúgios adequadamente, o que gerou preocupações quanto a seleção de indivíduos resistentes.
As culturas não modificadas receberam a maior parte dos benefícios econômicos do milho Bt nos EUA de 1996 a 2007, devido à redução geral das populações de pragas. Essa redução ocorreu porque as fêmeas botaram ovos tanto nas linhagens modificadas quanto nas não modificadas, mas os organismos de pragas que se desenvolvem na linhagem modificada são eliminados.
Sacos de sementes contendo sementes Bt e de refúgio foram aprovados pela EPA nos Estados Unidos. Essas misturas de sementes foram comercializadas como "Refuge in a Bag" (RIB) para aumentar a conformidade do agricultor com os requisitos de refúgio e reduzir o trabalho adicional necessário no plantio por ter à mão sacos de sementes Bt e de refúgio separados. A EPA aprovou uma porcentagem menor de sementes de refúgio nessas misturas de sementes, variando de 5 a 10%. Essa estratégia provavelmente reduzirá a probabilidade de ocorrência de resistência à Bt para a larva-alfinete do milho, mas poderá aumentar o risco de resistência para pragas de lepidópteros, como a broca europeia do milho. As maiores preocupações em relação à resistência com misturas de sementes incluem larvas parcialmente resistentes em uma planta Bt que podem se deslocar para uma planta suscetível para sobreviver ou polinização cruzada de pólen de refúgio em plantas Bt que podem reduzir a quantidade de Bt expressa nos grãos para insetos que se alimentam da espiga.

## Resistência
Cepas resistentes da broca europeia do milho se desenvolveram em áreas com gerenciamento de refúgio defeituoso ou ausente. Em 2012, um teste de campo na Flórida demonstrou que as lagartas-do-cartucho (Spodoptera frugiperda) eram resistentes ao milho transgênico contendo pesticidas produzido pela Dupont-Dow; a resistência dessa lagarta foi descoberta pela primeira vez em Porto Rico em 2006, levando a Dow e a DuPont a parar voluntariamente de vender o produto na ilha.

## Regulamentação
A regulamentação das culturas transgênicas varia entre os países, com algumas das diferenças mais marcantes ocorrendo entre os EUA e a Europa. A regulamentação varia em um determinado país, dependendo dos usos pretendidos.

## Controvérsias
Há um consenso científico de que os alimentos atualmente disponíveis derivados de culturas GM não representam maior risco à saúde humana do que os alimentos convencionais, mas que cada alimento GM precisa ser testado caso a caso antes de ser introduzido. No entanto, é muito menos provável que o público perceba os alimentos transgênicos como seguros do que os cientistas. O status legal e regulatório dos alimentos transgênicos varia de acordo com o país, sendo que algumas nações os proíbem ou restringem e outras os permitem com graus de regulamentação muito diferentes.
O rigor científico dos estudos relacionados à saúde humana tem sido contestado devido à suposta falta de independência e a conflitos de interesse envolvendo órgãos governamentais e alguns dos que realizam e avaliam os estudos. No entanto, nenhum relato de efeitos nocivos dos alimentos transgênicos foi documentado na população humana.
As culturas transgênicas proporcionam vários benefícios ecológicos, mas também há preocupações quanto ao seu uso excessivo, pesquisas paralisadas fora do setor de sementes Bt, gerenciamento adequado e problemas com a resistência ao Bt decorrentes de seu uso indevido.
Os críticos se opuseram aos cultivos GM por motivos ecológicos, econômicos e de saúde. As questões econômicas derivam dos organismos que estão sujeitos à lei de propriedade intelectual, principalmente patentes. A primeira geração de culturas transgênicas perdeu a proteção de patentes a partir de 2015. A Monsanto alegou que não perseguirá os agricultores que mantiverem sementes de variedades não patenteadas. Essas controvérsias levaram a litígios, disputas comerciais internacionais, protestos e legislação restritiva na maioria dos países.
A introdução do milho Bt levou a uma redução significativa das taxas de envenenamento e de câncer relacionadas a micotoxinas, já que eles eram significativamente menos propensos a conter micotoxinas (29%), fumonisinas (31%) e tricotecenos (37%), todos tóxicos e carcinogênicos.

### Efeitos sobre insetos não alvo
Os críticos afirmam que as proteínas Bt podem atingir insetos predadores e outros insetos benéficos ou inofensivos, bem como a praga visada. Essas proteínas têm sido usadas como sprays orgânicos para o controle de insetos na França desde 1938 e nos EUA desde 1958, sem nenhum efeito nocivo ao meio ambiente. Embora as proteínas cyt sejam tóxicas para os insetos da ordem Diptera (moscas), algumas proteínas cry têm como alvo seletivo os lepidópteros (mariposas e borboletas), enquanto outras cyt têm como alvo seletivo os Coleoptera. Como mecanismo tóxico, as proteínas cry se ligam a receptores específicos nas membranas das células do intestino médio (epiteliais), resultando na ruptura dessas células. Qualquer organismo que não possua os receptores intestinais adequados não pode ser afetado pela proteína cry e, portanto, pela Bt. As agências reguladoras avaliam o potencial de impacto da planta transgênica sobre os organismos não-alvo antes de aprovar a liberação comercial.
Um estudo de 1999 descobriu que, em um ambiente de laboratório, o pólen do milho Bt polvilhado em plantas Asclepias poderia prejudicar a borboleta-monarca (Danaus plexippus). Posteriormente, vários grupos estudaram o fenômeno em campo e em laboratório, resultando em uma avaliação de risco que concluiu que qualquer risco apresentado pelo milho às populações de borboletas em condições reais era insignificante. Uma revisão da literatura científica em 2002 concluiu que "o cultivo comercial em larga escala dos atuais híbridos de milho Bt não representava um risco significativo para a população de monarcas". Uma revisão de 2007 concluiu que "invertebrados não-alvo são geralmente mais abundantes em campos de algodão Bt e milho Bt do que em campos não transgênicos manejados com inseticidas. No entanto, em comparação com os campos de controle sem inseticida, certos táxons não-alvo são menos abundantes nos campos Bt".

### Fluxo gênico
O fluxo gênico é a transferência de genes e/ou alelos de uma espécie para outra. As preocupações se concentram na interação entre o milho transgênico e outras variedades de milho no México e no fluxo gênico para refúgios.
Em 2009, o governo do México criou um caminho regulatório para o milho geneticamente modificado, mas como o México é o centro de diversidade do milho, o fluxo gênico poderia afetar uma grande fração das variedades de milho do mundo. Um relatório de 2001 na Nature apresentou evidências de que o milho Bt estava cruzando com o milho não modificado no México. Os dados desse artigo foram posteriormente descritos como originários de um artefato. A Nature declarou mais tarde que "as evidências disponíveis não são suficientes para justificar a publicação do artigo original". Um estudo em larga escala de 2005 não conseguiu encontrar nenhuma evidência de contaminação em Oaxaca. Entretanto, outros autores também encontraram evidências de cruzamento entre o milho natural e o milho transgênico.
Um estudo de 2004 encontrou proteína Bt em grãos de milho de refúgio.
Em 2017, um estudo em larga escala encontrou "presença generalizada de transgênicos e glifosato em alimentos derivados do milho no México".

### Alimentos
O Comitê Científico do Conselho Superior de Biotecnologias da França analisou o estudo de Vendômois et al. de 2009 e concluiu que ele "não apresenta nenhum elemento científico admissível que possa atribuir qualquer toxicidade hematológica, hepática ou renal aos três OGMs reanalisados". No entanto, o governo francês aplica o princípio da precaução com relação aos OGMs.
Uma revisão do mesmo estudo feita pela Food Standards Australia New Zealand (FSANZ) e outros concluiu que os resultados foram devidos apenas ao acaso.
Um estudo canadense de 2011 analisou a presença da proteína CryAb1 (toxina BT) em mulheres não grávidas, mulheres grávidas e sangue fetal. Todos os grupos apresentaram níveis detectáveis da proteína, incluindo 93% das mulheres grávidas e 80% dos fetos em concentrações de 0,19 ± 0,30 e 0,04 ± 0,04 média ± SD ng/ml, respectivamente. O artigo não discutiu as implicações de segurança nem encontrou problemas de saúde. A agência FSANZ publicou um comentário apontando várias inconsistências no artigo, principalmente o fato de que ele "não fornece nenhuma evidência de que os alimentos transgênicos sejam a fonte da proteína".
Em janeiro de 2013, a Autoridade Europeia de Segurança Alimentar divulgou todos os dados apresentados pela Monsanto em relação à autorização de 2003 do milho geneticamente modificado para tolerância ao glifosato.

### Recalls de milho StarLink
O milho StarLink contém Cry9C, que não havia sido usado anteriormente em uma cultura transgênica. A criadora do StarLink, a Plant Genetic Systems (PGS), solicitou à Agência de Proteção Ambiental dos EUA (EPA) a comercialização do StarLink para uso em ração animal e em alimentos humanos.:14 No entanto, como a proteína Cry9C dura mais tempo no sistema digestivo do que outras proteínas Bt, a EPA tinha preocupações sobre sua alergenicidade, e a PGS não forneceu dados suficientes para provar que a Cry9C não era alergênica.:3 Como resultado, a PGS dividiu seu pedido em licenças separadas para uso em alimentos e uso em ração animal. A StarLink foi aprovada pela EPA para uso em ração animal somente em maio de 1998. :15
Posteriormente, o milho StarLink foi encontrado em alimentos destinados ao consumo humano nos Estados Unidos, Japão e Coreia do Sul. :20-21 Esse milho tornou-se objeto do amplamente divulgado recall do milho StarLink, que começou quando se descobriu que as cascas de taco da marca Taco Bell vendidas em supermercados continham o milho. As vendas de sementes StarLink foram interrompidas. O registro das variedades StarLink foi voluntariamente retirado pela Aventis em outubro de 2000. A Pioneer havia sido comprada pela AgrEvo, que depois se tornou a Aventis CropScience na época do incidente, :15-16 que, posteriormente, foi comprada pela Bayer.
Cinquenta e uma pessoas relataram efeitos adversos à FDA; Centros de Controle de Doenças dos EUA (CDC), que determinaram que 28 delas estavam possivelmente relacionadas à StarLink. No entanto, o CDC estudou o sangue desses 28 indivíduos e concluiu que não havia evidência de hipersensibilidade à proteína Bt da StarLink.
Uma análise subsequente desses testes pelo Painel Consultivo Científico da Lei Federal de Inseticidas, Fungicidas e Rodenticidas (FIFRA-SAP) aponta que, embora "os resultados negativos diminuam a probabilidade de que a proteína Cry9C seja a causa dos sintomas alérgicos nos indivíduos examinados... na ausência de um controle positivo e de questões relativas à sensibilidade e especificidade do ensaio, não é possível atribuir um valor preditivo negativo a isso".
O suprimento de milho dos EUA tem sido monitorado quanto à presença das proteínas StarLink Bt desde 2001.
Em 2005, a ajuda enviada pela ONU e pelos EUA às nações da América Central também continha algum milho StarLink. As nações envolvidas, Nicarágua, Honduras, El Salvador e Guatemala, recusaram-se a aceitar a ajuda.

### Espionagem corporativa
Em 19 de dezembro de 2013, seis cidadãos chineses foram indiciados em Iowa sob a acusação de conspirar para roubar sementes geneticamente modificadas no valor de dezenas de milhões de dólares da Monsanto e da DuPont. Mo Hailong, diretor de negócios internacionais da Beijing Dabeinong Technology Group parte do DBN Group, com sede em Pequim, foi acusado de roubar segredos comerciais depois de ter sido encontrado cavando em um milharal em Iowa.